# 愛知県道345号中金百々線
愛知県道345号中金百々線（あいちけんどう345ごう なかがねどうどせん）は、愛知県豊田市内を通る愛知県の一般県道である。

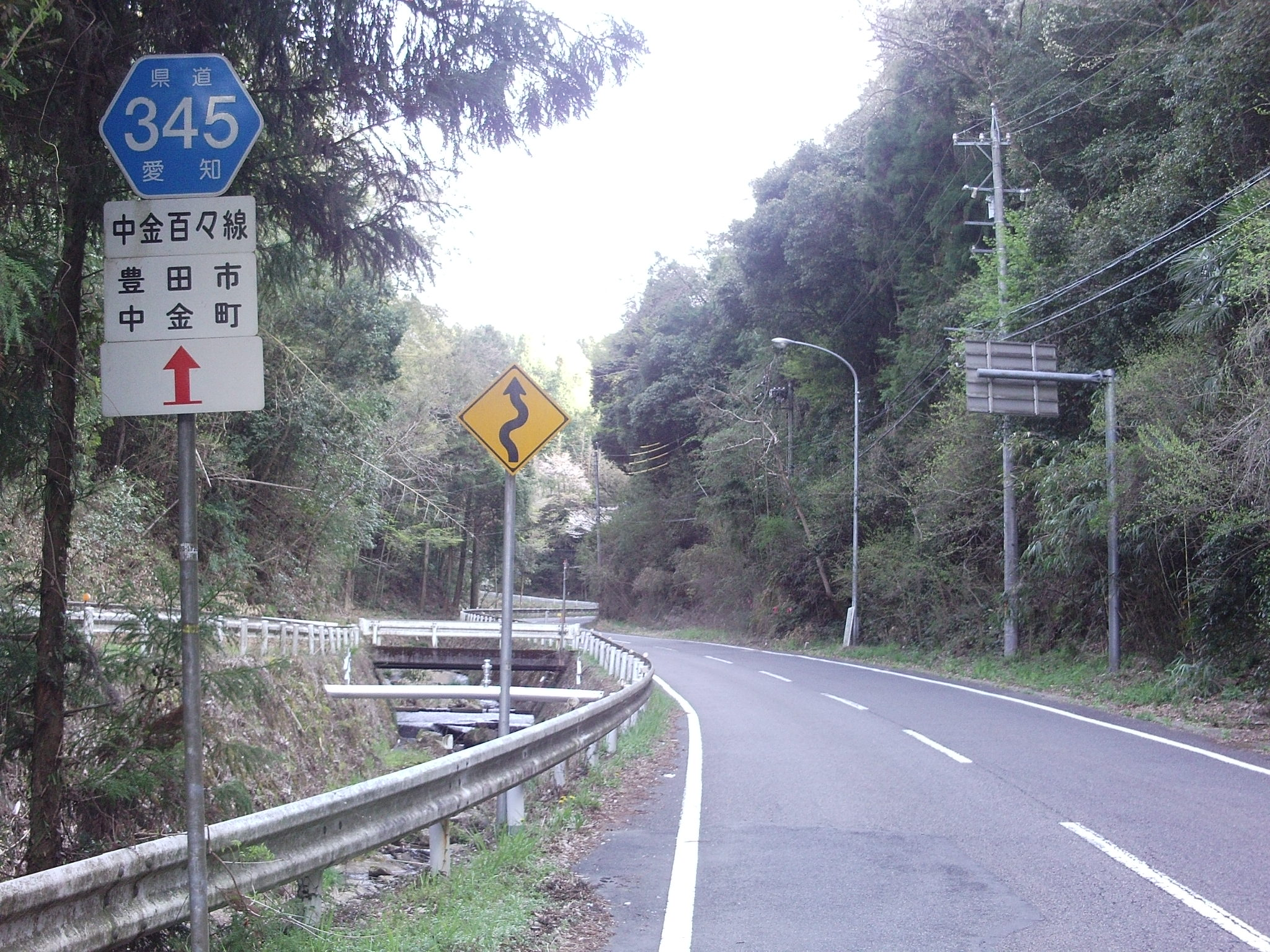
起点の中金町。つづら折りの上り坂。画像左のガードレールのある道路はこの県道の旧道で、現在は歩行者･自転車専用。

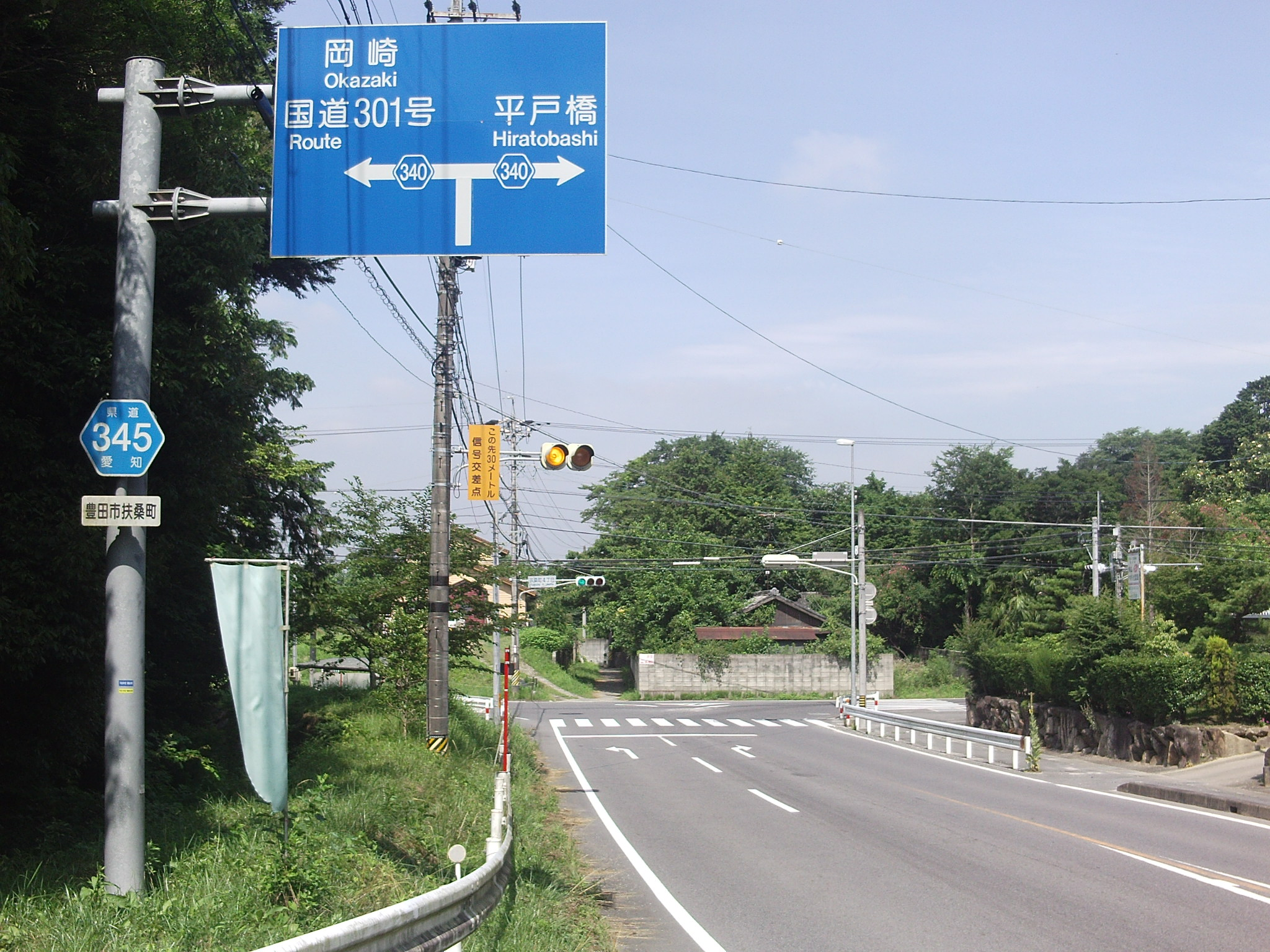
終点側。交差点を左折した先が百々町。

## 概要

### 路線データ
- 起点：愛知県豊田市中金町
- 終点：愛知県豊田市百々町
- 延長：約6.4km

## 沿革
- 1959年12月15日 認定

## 通過する自治体
- 愛知県
  - 豊田市

## 接続する道路
- 国道153号（飯田街道）（中金町平古交差点）
- 愛知県道340号細川豊田線（扶桑町4丁目交差点）

## 周辺
- 豊田市立上鷹見小学校・豊田市立上鷹見こども園
- 八柱神社
- 吉田建材改良土センター
- 津嶋神社